# Република Македонија на Светском првенству у атлетици у дворани 2012.
Македонија је трећи пут учествовала на Светском првенству у атлетици у дворани 2012. одржаном у Истанбулу од 9. до 11. марта. Репрезентацију Македоније представљао је један такмичар, који се такмичио у трци на 400 метара.
Македонија није освојила ниједну медаљу нити, је оборен неки рекорд.

## Учесници
Мушкарци:
- Кристијан Ефремов — 400 м

## Резултати

### Мушкарци
| Атлетичар         | Дисциплина | Лични рекорд | Квалификације | Квалификације | Полуфинале           | Полуфинале           | Финале               | Финале       | Детаљи |
| Атлетичар         | Дисциплина | Лични рекорд | Резултат      | Место         | Резултат             | Место                | Резултат             | Место        | Детаљи |
| ----------------- | ---------- | ------------ | ------------- | ------------- | -------------------- | -------------------- | -------------------- | ------------ | ------ |
| Кристијан Ефремов | 400 м      | 49,88        | 50,23         | 5. у гр. 4    | Није се квалификовао | Није се квалификовао | Није се квалификовао | 25 / 31 (32) |        |